# Axel von Maltzahn (Landrat, 1808)
Freiherr Axel Heinrich Ludwig von Maltzahn (* 8. November 1808 in Gültz; † 12. Februar 1841 ebenda) war ein deutscher Verwaltungsjurist und Landrat.

## Leben

### Werdegang
Geboren als Sohn des Rittmeisters Helmuth von Maltzahn und der Wilhelmine von Maltzahn, geborene von Brockhusen, besuchte Axel von Maltzahn das Gymnasium Carolinum (Neustrelitz). Nach dem Abitur in Berlin studierte er ab 1827 an der Rheinischen Friedrich-Wilhelms-Universität Rechts- und Staatswissenschaften. 1828 wurde er Mitglied des Corps Borussia Bonn. Zwei Semester studierte er an der Friedrich-Wilhelms-Universität in Berlin. 1831 erhielt er eine Stelle als Auskultator bei der königlichen Justizkommission in Schwedt/Oder. Nach dem Referendarsexamen ging er ans Oberlandesgericht Frankfurt/Oder. 1836 absolvierte er das Assessorexamen. Nach dem Tod seines Vaters und seines älteren Bruders Eduard im selben Jahr schied er aus dem Justizdienst aus und übernahm die Bewirtschaftung der Güter Gültz und Hermannshöh. 1839 wurde er erster Deputierter des Kreises Demmin, 1840 Hilfsdeputierter bei der Pommerschen Landschaft.
Axel von Maltzahn wurde 1841 zum Landrat des Kreises Demmin ernannt. Wenig später, im Februar desselben Jahres, starb er nach kurzer Krankheit in Gültz.

### Familie
Axel von Maltzahn heiratete am 28. November 1838 in Schwerin Auguste von Lützow-Boddin (* 9. Februar 1820; † 9. Mai 1891), die älteste Tochter des Mecklenburg-Schwerinschen Staatsministers Ludwig von Lützow. Aus der Ehe ging der Sohn Helmuth von Maltzahn (1840–1923), späterer Oberpräsident der Provinz Pommern und Mitglied des Reichstages, hervor.